# رغدة جمال
رغدة جمال صحفية وشاعرة يمنية تكتب بكلا اللغتين العربية والإنجليزية منذ أواخر العام 2008. كتبت في المجال الثقافي والفني في عدة صحف ومجلات يمنية مثل صحيفة اليمن أوبزرفر واليمن تايمز ومجلة اليمن توداي وصحيفة الجمهورية الرسمية وصحيفة اليمن بالإضافة إلى عدة صحف أخرى.

## التكريم
كُرِّمَت من قبل خمسة وزراء هم وزير الاعلام ووزير الثقافة ووزير التربية ووزير الصحة ووزير التعليم المهني في اليمن والبعض منهم كرمها أكثر من مرة بسبب تميزها في تغطياتها الثقافية خلال الأعوام الماضية.
- شهادة تقدير صادرة من منتدى الإعلاميات اليمنيات احتفاء بيوم المرأة العالمي 2011 تقديرا للجهود المبذولة في دعم قضايا المرأة - مقدمة من وزير الإعلام حسن اللوزي.
- شهادة تقدير صادرة من وزارة الثقافة والجمعية اليمنية لتنمية الثقافة والفنون لتغطية الفعاليات الثقافية للعام 2010 – مقدمة من وزير الثقافة الدكتور محمد أبو بكر المفلحي.[1]
- شهادة تقدير صادرة من مؤسسة العفيف الثقافية للتغطية الصحفية الدائمة لفعاليات برنامج المؤسسة للعام الثقافي 2009 – مقدمة من وزير الثقافة الدكتور محمد أبو بكر المفلحي.
- شهادة مشاركة صادرة من المركز الوطني للتثقيف والإعلام الصحي بوزارة الصحة العامة والسكان، والبرنامج العام لإعلام المرأة والطفل بوزارة الإعلام، ومشروع الخدمات الأساسية للصحة الممول من الوكالة الأمريكية للتنمية الدولية للمشاركة في ورشة تدريب الإعلاميين بأهمية دمج محتوى دليل الرسائل الصحية الأساسية للعام 2009- مقدمة من وزير الصحة والسكان الأستاذ الدكتور عبد الكريم راصع ووزير الإعلام حسن اللوزي.
- شهادة شكر وتقدير صادرة من منتدى الإعلاميات اليمنيات بالتعاون مع مبادرة الشراكة الشرق أوسطية لاحتلال المركز الأول في تقييم مواد صحفية متعلقة بحقوق الإنسان- مقدمة من وزير الإعلام حسن اللوزي.
- شهادة شكر وتقدير صادرة من مؤسسة العفيف الثقافية والمركز الثقافي الفرنسي لتغطية أحداث أسبوع الثقافة العلمي للعام 2009 – مقدمة من وزير التربية والتعليم الدكتور عبد السلام الجوفي ووزير التعليم الفني والتدريب المهني الدكتور عمر إبراهيم حجري.

## إصداراتها
أصدرت ديوانها الشعري الأول الناطق باللغة الإنجليزية تائهة بين طيات حكاية (بالإنجليزية: Lost in a fairy tale) يوم 19 مارس من عام 2011 م وهو ما يوافق يوم الإعلام اليمني ووَقَّعَته يوم 10 أبريل في ساحة التغيير بصنعاء.
كما أَصْدَرَت ديوانها الشعري الثاني الناطق أيضا باللغة الإنجليزية عن ثورة ما ... (بالإنجليزية: Once Upon a Revolution) يوم 18 سبتمبر من عام 2012 م وهو ما يوافق ذكرى مجزرة جولة كنتاكي

غلاف مجموعتها الشعرية

## وصلات خارجية
- مقالة باللغة البلغارية تتحدث عن الديوان.
- لقاء باللغة العربية مع رغدة جمال نسخة محفوظة 9 مارس 2012 على موقع واي باك مشين..